# Саждена рибарка
Саждена рибарка (Onychoprion fuscatus) е вид птица от семейство Чайкови (Laridae).

## Разпространение
Видът е разпространен в тропическите океани. Връща се на сушата на различни острови в цялата екваториална зона само за размножаване.